# Парафіївська селищна територіальна громада
Парафіївська селищна громада — територіальна громада в Україні, в Прилуцькому районі Чернігівської області. Адміністративний центр — селище Парафіївка.
Площа громади — 288,74 км², населення — 5609 мешканців (2018).
Утворена 28 серпня 2015 року шляхом об'єднання Парафіївської селищної ради та Іваницької, Мартинівської, Петрушівської, Южненської сільських рад Ічнянського району.
Відповідно до розпорядження Кабінету Міністрів України № 730-р від 12 червня 2020 року «Про визначення адміністративних центрів та затвердження територій територіальних громад Чернігівської області», до складу громади були включені території Бережівської та Тростянецької сільської ради Ічнянського району.

Відповідно до постанови Верховної Ради України від 17 червня 2020 року «Про утворення та ліквідацію районів», громада увійшла до новоствореного Прилуцького району.

## Населені пункти
До складу громади входять 6 селищ (Качанівка, Лугове, Парафіївка, Софіївка, Тростянець, Шевченка) і 16 сіл: Барвінкове, Бережівка, Верескуни, Власівка, Загін, Зоцівка, Іваниця, Ковтунівка, Купина, Лисогори, Мартинівка, Петрушівка, Боярщина, Проліски, Світанок, Хаїха.

## Старостинські округи[4]
- Бережівський (села Бережівка, Петрушівка, Власівка, Проліски, селища Качанівка, Шевченка)
- Іваницький (села Іваниця, Зоцівка, Загін, Ковтунівка, Купина)
- Тростянецький (селище Тростянець, села Верескуни,  Барвінкове)
- Южненський (селища Боярщина, Софіївка, села Світанок, Лисогори, Мартинівка, Хаїха, Лугове)